# Birkenhead

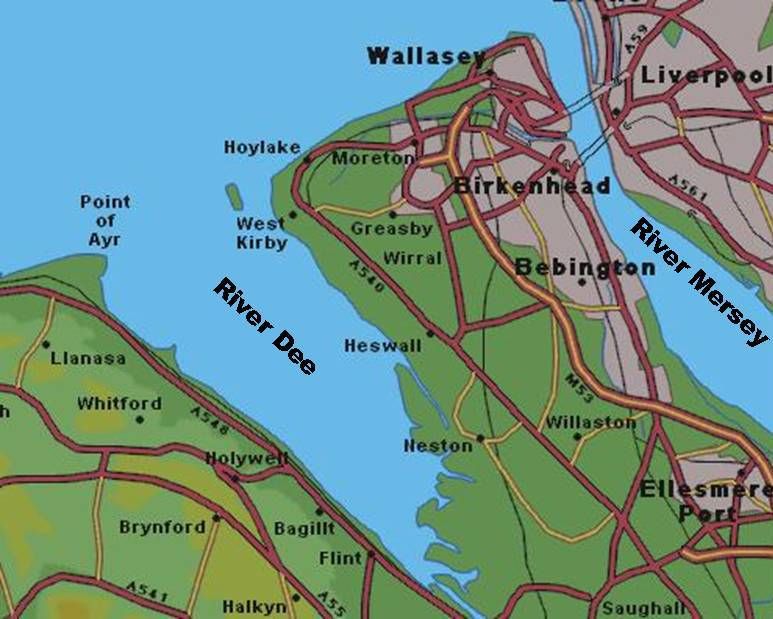
Birkenhead liegt im Nordosten der Wirral-Halbinsel am linken Ufer des Mersey gegenüber von Liverpool.

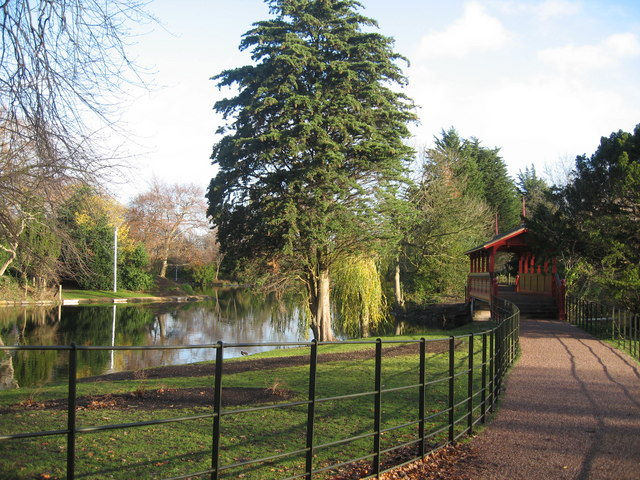
Birkenhead Park

Birkenhead ist eine Hafenstadt in der Grafschaft Merseyside im Nordwesten Englands. Sie liegt am linken Ufer des River Mersey gegenüber von Liverpool auf der Halbinsel Wirral und zählt 142.968 Einwohner (2011). Bis 1974 gehörte Birkenhead zur Grafschaft Cheshire, seitdem ist sie ein Teil des Metropolitan Borough Wirral.

## Geschichte
Bereits 1150 fuhr die erste Fähre von Birkenhead aus über den Mersey. Zur gleichen Zeit errichteten Benediktinermönche ein Kloster; das Gebäude ist das älteste von Birkenhead. Birkenhead ist ein wichtiger Hafen, inklusive des Woodside-Fährterminals, und Standort mehrerer Betriebe des Schiffbaus. Die Werft Cammell Laird geht auf die 1824 gegründeten Birkenhead Iron Works zurück.

## Sehenswürdigkeiten
Hier befand sich von 1989 bis 2008 der Warship Preservation Trust.
Ein Exponat war das deutsche U-Boot U 534, das seit 2009 in der U-Boat Story Exhibition weiter in Birkenhead besichtigt werden kann. Andere Objekte der Sammlung wurden verschrottet oder werden seither in anderen Städten ausgestellt.

## Verkehr
In Birkenhead gab es die ersten Straßenbahnen Großbritanniens. Am 29. August 1860 wurde die erste Strecke von Woodside nach Birkenhead eröffnet.

### Busse

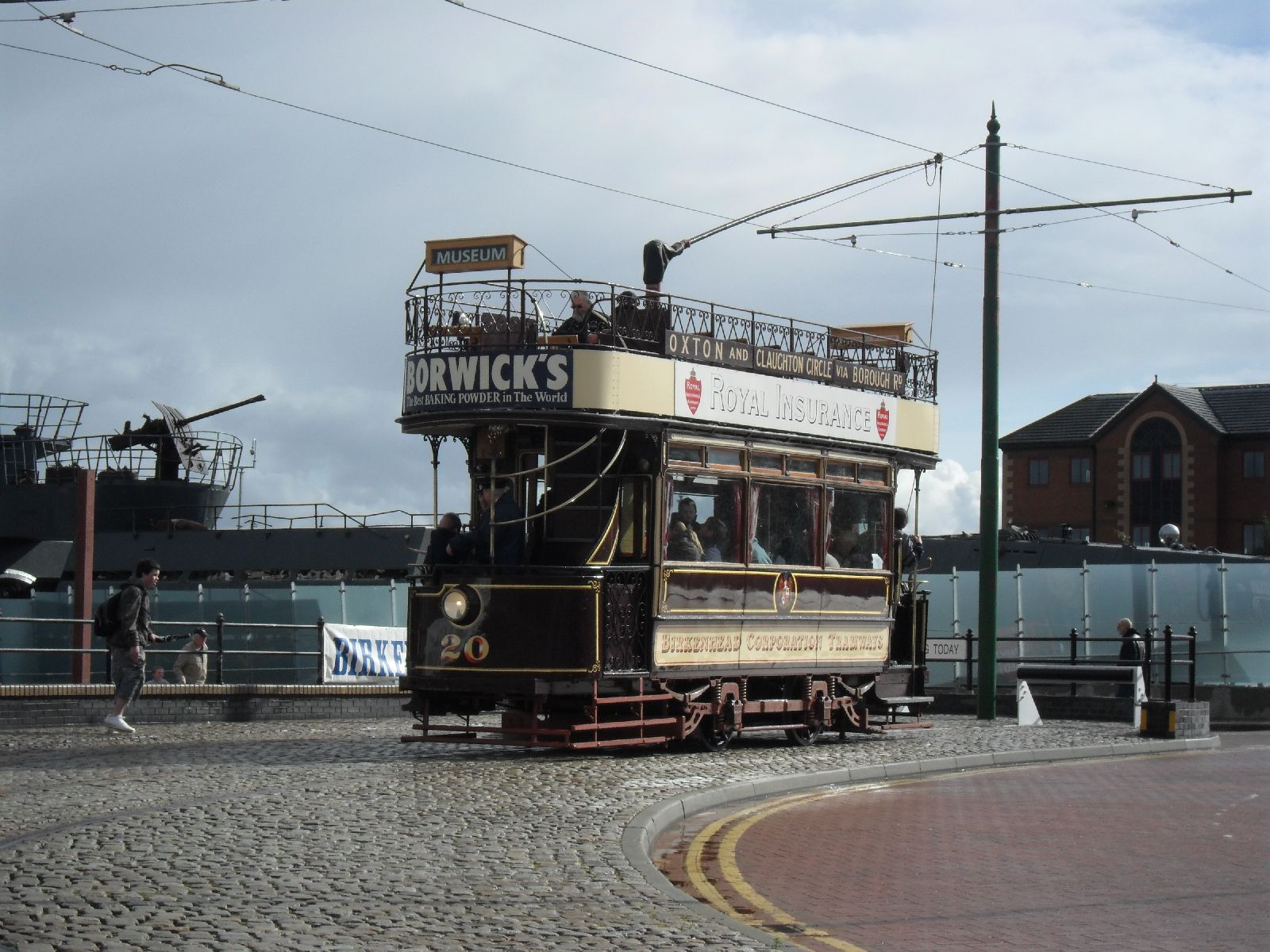
Historischer Straßenbahnwagen der Linie 20 an der Endhaltestelle Woodside. Dahinter das ehemals deutsche U-Boot U 534 in der U-Boat Story Exhibition (2009).

Es gibt bereits seit 1848 Busse, die damals noch von Pferden gezogen wurden. Nach dem Ersten Weltkrieg wurden diese dann von Bussen mit Motoren abgelöst. Mit dem National Express gibt es Verbindungen zu anderen Städten Großbritanniens, wie zum Beispiel London, Glasgow, Bangor und Newcastle.

### U-Bahn
1886 wurde Birkenhead mit der U-Bahn der Stadt Liverpool verbunden. Es bestehen zwei Stationen – Birkenhead North und Birkenhead Park – an der Wirral Line des Merseyrail-Netzes.

### Flughafen
Der nächste Flughafen ist der Liverpool John Lennon Airport. Er ist etwa 13 Kilometer (acht Land-Meilen) von Birkenhead entfernt.

## Sport
Aus dem südlichen Stadtteil Tranmere stammt der 1884 gegründete Traditions-Fußballverein Tranmere Rovers, der seine Heimspiele im Prenton Park austrägt.

## Ereignisse
Im Arrowe Park in Birkenhead fand 1929 das 3. World Scout Jamboree mit etwa 50.000 Teilnehmern aus 73 Ländern statt.

## Städtepartnerschaften
Birkenhead hat vier Partnerstädte, wobei zwischen Twin Town und Sister City unterschieden wird:
- Lorient, Bretagne, Frankreich (Twin Town seit 1957)
- Gennevilliers, Île-de-France, Frankreich (Twin Town seit 1963)
- Latina, Latium, Italien (Twin Town seit 1998)
- Midland, Texas, USA (Sister City seit 2000)

## Söhne und Töchter der Stadt
- Charles Cox (1848–1936), römisch-katholischer Ordensgeistlicher und Apostolischer Vikar von Transvaal
- Algernon Thomas (1857–1937), Geologe und Biologe
- Bertram Keightley (1860–1944), Rechtsanwalt und Theosoph
- Philip Wilson Steer (1860–1942), Maler und Kunstpädagoge
- Leonard Leslie Brooke (1862–1940), Illustrator und Autor
- James Baxter (1870–1940), Regattasegler und Rugby-Spieler
- Frederick Edwin Smith, 1. Earl of Birkenhead (1872–1930), Politiker
- Cyril Scott (1879–1970), Komponist
- Stringer Davis (1899–1973), Schauspieler
- Cecil Lewis (1898–1997), Autor, Kriegsheld, Oscar-Preisträger, Mitbegründer der BBC
- Andrew Irvine (1902–1924), Bergsteiger, der bei der Besteigung des Mount Everest ums Leben kam
- Eric Fernihough (1905–1938), Motorradrennfahrer
- Tom Waring (1906–1980), Fußball-Nationalspieler
- Dixie Dean (1907–1980), Fußballspieler
- Harry Angelman (1915–1996), Kinderarzt, nach dem das Angelman-Syndrom benannt wurde
- Annie Llewelyn-Davies, Baroness Llewelyn-Davies of Hastoe (1915–1997), Politikerin
- Winton Dean (1916–2013), Musikwissenschaftler
- Margaret Jones (1916–2001), Archäologin
- James Dooge (1922–2010), irischer Hochschullehrer und Politiker
- Norman Thelwell (1923–2004), Cartoonist
- Hugh Beresford (1925–2020), Opernsänger (Bariton und Heldentenor)
- Ross McManus (1927–2011), Trompeter und Sänger
- Adrian Maurice Henri (1932–2000), Dichter
- Ron Saunders (1932–2019), Fußballspieler und -trainer
- Keith Davies (1934–2024), Fußballspieler
- Alan Clarke (1935–1990), Regisseur
- Heather Goodman (1935–2022), Kanutin
- Glenda Jackson (1936–2023), Schauspielerin und Politikerin, zweifache Oscar-Preisträgerin
- John Gorman (* 1937), Musiker und Komiker
- Barbara Steele (* 1937), Schauspielerin
- John Peel (1939–2004), Radiomoderator und DJ
- Peter Taaffe (1942–2025), Politiker (Socialist Party, CWI)
- Malcolm Bruce (* 1944), Politiker (Liberal Democrats)
- Tony Pierce-Roberts (* 1944), Kameramann
- Lewis Collins (1946–2013), Schauspieler (Die Profis)
- Tim Mosmann (* 1949), Immunologe und Mikrobiologe
- Andrew Duff (* 1950), Politiker
- Bruce Adams (* 1951), Jazzmusiker
- Graham Vick CBE (1953–2021), Opernregisseur
- Paul O’Grady (1955–2023), Schauspieler, Fernsehmoderator und Komiker
- Mark Bell (1960–2009), Radrennfahrer
- Paul Heaton (* 1962), Sänger der Bands The Housemartins und The Beautiful South
- Mark Leckey (* 1964), Videokünstler, Turner-Prize-Träger 2008
- Nigel Adkins (* 1965), Fußballtrainer
- Tim Hetherington (1970–2011), Fotojournalist, Kriegsberichterstatter, Dokumentarfilmer
- Jonathan Walters (* 1983), Fußballspieler
- Jodie Taylor (* 1986), Fußballspielerin
- Taron Egerton (* 1989), Schauspieler
- Ryan Mullen (* 1994), irischer Radrennfahrer
- Freya Anderson (* 2001), Schwimmerin
- James Garner (* 2001), Fußballspieler

## Sonstiges
Der 1852 vor Südafrika auf ein Riff gelaufene und gesunkene britische Truppentransporter Birkenhead war ursprünglich als Vulcan in Birkenhead gebaut und später umbenannt worden. Bei der Havarie wurde erstmals die Regel „Frauen und Kinder zuerst“ angewandt. Sie ist daher unter dem Namen „Birkenhead-Regel“ bekannt.
Der polnische Herrenschneider Beno Dorn fertigte in Birkenhead für die zuvor mit Lederimage auftretenden Mitglieder der Band The Beatles deren erste Anzüge. Der in dem Lied Uncle Albert/Admiral Halsey (1971) genannte „Onkel Albert“ war wie Paul McCartneys Vater an der Liverpooler Baumwollbörse tätig und wohnte in Birkenhead.

## Nachweise
1. ↑  citypoulation.de: BIRKENHEAD in Merseyside (North West England)
2. ↑  Wirral Transport Museum (englisch), abgerufen am 4. Januar 2021.
3. ↑  democracy.wirral.gov.uk, abgerufen am 22. Mai 2017
4. ↑  Paul McCartney: Lyrics. 1956 bis heute. Hrsg. mit einer Einleitung von Paul Muldoon. Aus dem Englischen übersetzt von Conny Lösche. C. H. Beck, München 2021, ISBN 978-3-406-77650-2, S. 651.
5. ↑  Paul McCartney: Lyrics. 1956 bis heute. 2021, S. 742–748.